# Władysław Wołk-Łaniewski
Władysław Wołk-Łaniewski herbu Korczak odmienny – pokojowy królewski w 1765 roku, wojszczyc mozyrski, podpisał konfederację słucką w 1767 roku.